# Christian Ziege
Christian Ziege (Berlino, 1º febbraio 1972) è un allenatore di calcio, dirigente sportivo ed ex calciatore tedesco, di ruolo difensore o centrocampista.

## Biografia
Ha 3 figli e hanno tutti nomi italiani: Alessandro (anche lui calciatore), Maria e Caterina.

## Caratteristiche tecniche

### Giocatore
Giocava come terzino sinistro, all'occorrenza adattabile come esterno a centrocampo; con Alberto Zaccheroni al Milan ha anche giocato da ala sinistra. Era bravo a battere le punizioni.

## Carriera

### Giocatore

#### Club
Ha giocato nelle giovanili dell'Hertha Zehlendorf, per poi passare nel 1990 al Bayern Monaco. Con i bavaresi diventa titolare sin dalla seconda stagione e ha vinto numerosi trofei tra campionati, coppe nazionali e internazionali (nel caso specifico la Coppa UEFA del 1995-1996).

Ziege in gol per il Milan nel 1998

Nel 1997 passa per 10 miliardi di lire al Milan, che per averlo lo strappa alla concorrenza della Juventus. Nella prima stagione le sue prestazioni, dopo un inizio positivo, vanno pian piano peggiorando. Nella stagione successiva Ziege si aggiudica lo scudetto, pur disputando poche gare da titolare in quanto il suo ruolo era occupato da Paolo Maldini.
Non rientrando più nei piani della società milanese, dopo la vittoria dello scudetto, viene ceduto al Middlesbrough; dopo aver giocato per il Boro è stata acquistato dal Liverpool, con cui ha vinto un'altra Coppa UEFA nel 2000-2001. Nonostante la vittoria di un altro trofeo, Ziege ha vissuto un'annata complicata a causa di molteplici problemi al ginocchio e con l'allenatore dei Reds Gerard Houllier (tanto che in seguito Ziege arriverà a dichiarare che la sua scelta di andare a Liverpool è stata sbagliata). Per queste ragioni dopo un anno è stato ceduto al Tottenham, in cui ha militato per un triennio ben figurando (nonostante i problemi fisici continuassero a perseguitarlo) prima di tornare in patria al Borussia M'gladbach, club con cui ha chiuso la sua carriera nel 2005.

#### Nazionale
Fra il 1993 e il 2004 ha disputato 72 partite e segnato 9 reti con la nazionale tedesca, con cui ha vinto il campionato d'Europa 1996 e raggiunto il secondo posto al campionato del mondo 2002. Oltre a queste due manifestazioni ha disputato anche i Mondiali del 1998 e gli Europei del 2000 e del 2004 (a quest'ultima ha partecipato solo a causa dell'infortunio di Christian Rahn).
Delle sue 9 reti con la Mannschaft solo 1 è arrivata nelle manifestazioni da lui giocate, in occasione della prima sfida della sua squadra a Euro '96 contro la Repubblica Ceca (poi riaffrontata dai tedeschi in finale) segnando il provvisorio 1-0 (i tedeschi vinceranno la gara per 2-0). Da segnalare un suo hat-trick in una sfida di qualificazione a Euro 2000 contro l'Irlanda del Nord vinta per 4-0.

### Allenatore e dirigente
Il 1º luglio 2006 è diventato allenatore della formazione Under-17 del Borussia M'gladbach. L'8 marzo 2007 è stato nominato direttore generale del club ed è stato artefice, insieme con l'allenatore Jos Luhukay, del ritorno del Borussia in Bundesliga. La stagione successiva è iniziata nel peggiore dei modi per il Gladbach, e il 5 ottobre 2008 il tecnico olandese è stato esonerato; da quel momento Ziege ha assunto l'incarico di allenatore ad interim, nella cui veste ha ottenuto un pareggio esterno per 2-2 sul campo del Bochum. Il 18 ottobre 2007 lascia il ruolo di allenatore e di direttore per diventare il vice del nuovo tecnico Hans Meyer. Ha lasciato definitivamente Mönchengladbach il 15 dicembre 2008.
Il 27 maggio 2010 è stato nominato nuovo tecnico dell'Arminia Bielefeld. Il 6 novembre dopo 11 giornate di campionato tra cui 9 sconfitte viene esonerato.
Il 17 maggio 2011 diventa commissario tecnico della nazionale Under-19 tedesca; lascia il ruolo il successivo il 30 giugno, per passare alla guida della nazionale Under-18 dove rimane fino al 30 giugno 2012. Dal successivo 1º luglio torna a ricoprire il ruolo di selezionatore dell'Under-19, dove rimane fino al 30 giugno 2013. Il 1º luglio seguente fa nuovamente percorso inverso riprendendo le redini dell'Under-18.
Lascia il 20 marzo 2014, per passare alla guida dell'Unterhaching. Si è dimesso dalla guida del club il 25 marzo 2015.
Il 30 novembre 2015 ha firmato per l'Atlético Baleares. Il 15 marzo 2017 lascia il club.
Il 26 dicembre 2017 va ad allenare in Thailandia firmando per il Ratchaburi Mitr Phol. Il 25 marzo 2019 il club thailandese annuncia la sua sostituzione con Marco Simone.

## Statistiche

### Cronologia presenze e reti in nazionale
| Cronologia completa delle presenze e delle reti in nazionale ― Germania | Cronologia completa delle presenze e delle reti in nazionale ― Germania | Cronologia completa delle presenze e delle reti in nazionale ― Germania | Cronologia completa delle presenze e delle reti in nazionale ― Germania | Cronologia completa delle presenze e delle reti in nazionale ― Germania | Cronologia completa delle presenze e delle reti in nazionale ― Germania | Cronologia completa delle presenze e delle reti in nazionale ― Germania | Cronologia completa delle presenze e delle reti in nazionale ― Germania |
| Data                                                                    | Città                                                                   | In casa                                                                 | Risultato                                                               | Ospiti                                                                  | Competizione                                                            | Reti                                                                    | Note                                                                    |
| ----------------------------------------------------------------------- | ----------------------------------------------------------------------- | ----------------------------------------------------------------------- | ----------------------------------------------------------------------- | ----------------------------------------------------------------------- | ----------------------------------------------------------------------- | ----------------------------------------------------------------------- | ----------------------------------------------------------------------- |
| 10-6-1993                                                               | Washington                                                              | Germania                                                                | 3 – 3                                                                   | Brasile                                                                 | U.S. Cup 1993                                                           | -                                                                       | 74’                                                                     |
| 13-6-1993                                                               | Chicago                                                                 | Stati Uniti                                                             | 3 – 4                                                                   | Germania                                                                | U.S. Cup 1993                                                           | -                                                                       |                                                                         |
| 19-6-1993                                                               | Detroit                                                                 | Germania                                                                | 2 – 1                                                                   | Inghilterra                                                             | U.S. Cup 1993                                                           | -                                                                       |                                                                         |
| 22-9-1993                                                               | Tunisi                                                                  | Tunisia                                                                 | 1 – 1                                                                   | Germania                                                                | Amichevole                                                              | -                                                                       |                                                                         |
| 13-10-1993                                                              | Karlsruhe                                                               | Germania                                                                | 5 – 0                                                                   | Uruguay                                                                 | Amichevole                                                              | -                                                                       |                                                                         |
| 18-12-1993                                                              | Palo Alto                                                               | Stati Uniti                                                             | 0 – 3                                                                   | Germania                                                                | Amichevole                                                              | -                                                                       | 46’                                                                     |
| 22-12-1993                                                              | Città del Messico                                                       | Messico                                                                 | 0 – 0                                                                   | Germania                                                                | Amichevole                                                              | -                                                                       | 64’                                                                     |
| 26-4-1995                                                               | Düsseldorf                                                              | Germania                                                                | 1 – 1                                                                   | Galles                                                                  | Qual. Euro 1996                                                         | -                                                                       | 86’                                                                     |
| 21-6-1995                                                               | Zurigo                                                                  | Italia                                                                  | 0 – 2                                                                   | Germania                                                                | Torneo del Centenario della Federazione Svizzera                        | -                                                                       |                                                                         |
| 23-6-1995                                                               | Berna                                                                   | Svizzera                                                                | 1 – 2                                                                   | Germania                                                                | Torneo del Centenario della Federazione Svizzera                        | -                                                                       |                                                                         |
| 6-9-1995                                                                | Norimberga                                                              | Germania                                                                | 4 – 1                                                                   | Georgia                                                                 | Qual. Euro 1996                                                         | 1                                                                       | 62’                                                                     |
| 8-10-1995                                                               | Leverkusen                                                              | Germania                                                                | 6 – 1                                                                   | Moldavia                                                                | Qual. Euro 1996                                                         | -                                                                       |                                                                         |
| 11-10-1995                                                              | Cardiff                                                                 | Galles                                                                  | 1 – 2                                                                   | Germania                                                                | Qual. Euro 1996                                                         | -                                                                       | 76’                                                                     |
| 21-2-1996                                                               | Porto                                                                   | Portogallo                                                              | 1 – 2                                                                   | Germania                                                                | Amichevole                                                              | -                                                                       | 46’                                                                     |
| 27-3-1996                                                               | Monaco di Baviera                                                       | Germania                                                                | 2 – 0                                                                   | Danimarca                                                               | Amichevole                                                              | -                                                                       |                                                                         |
| 24-4-1996                                                               | Rotterdam                                                               | Paesi Bassi                                                             | 0 – 1                                                                   | Germania                                                                | Amichevole                                                              | -                                                                       |                                                                         |
| 29-5-1996                                                               | Belfast                                                                 | Irlanda del Nord                                                        | 1 – 1                                                                   | Germania                                                                | Amichevole                                                              | -                                                                       | 46’                                                                     |
| 1-6-1996                                                                | Stoccarda                                                               | Germania                                                                | 0 – 1                                                                   | Francia                                                                 | Amichevole                                                              | -                                                                       | 83’                                                                     |
| 4-6-1996                                                                | Mannheim                                                                | Germania                                                                | 9 – 1                                                                   | Liechtenstein                                                           | Amichevole                                                              | 1                                                                       | 76’                                                                     |
| 9-6-1996                                                                | Manchester                                                              | Germania                                                                | 2 – 0                                                                   | Rep. Ceca                                                               | Euro 1996 - 1º turno                                                    | 1                                                                       | 13’                                                                     |
| 16-6-1996                                                               | Manchester                                                              | Germania                                                                | 3 – 0                                                                   | Russia                                                                  | Euro 1996 - 1º turno                                                    | -                                                                       |                                                                         |
| 19-6-1996                                                               | Manchester                                                              | Italia                                                                  | 0 – 0                                                                   | Germania                                                                | Euro 1996 - 1º turno                                                    | -                                                                       |                                                                         |
| 23-6-1996                                                               | Manchester                                                              | Croazia                                                                 | 1 – 2                                                                   | Germania                                                                | Euro 1996 - Quarti di finale                                            | -                                                                       |                                                                         |
| 26-6-1996                                                               | Londra                                                                  | Inghilterra                                                             | 1 – 1 dts (5 – 6 dtr)                                                   | Germania                                                                | Euro 1996 - Semifinale                                                  | -                                                                       |                                                                         |
| 30-6-1996                                                               | Londra                                                                  | Germania                                                                | 2 – 1 gg                                                                | Rep. Ceca                                                               | Euro 1996 - Finale                                                      | -                                                                       | 91’                                                                     |
| 4-9-1996                                                                | Zabrze                                                                  | Polonia                                                                 | 0 – 2                                                                   | Germania                                                                | Qual. Mondiali 1998                                                     | -                                                                       | 46’                                                                     |
| 14-12-1996                                                              | Porto                                                                   | Portogallo                                                              | 0 – 0                                                                   | Germania                                                                | Qual. Mondiali 1998                                                     | -                                                                       | 61’                                                                     |
| 26-2-1997                                                               | Tel Aviv                                                                | Israele                                                                 | 0 – 1                                                                   | Germania                                                                | Amichevole                                                              | -                                                                       |                                                                         |
| 2-4-1997                                                                | Scutari                                                                 | Albania                                                                 | 2 – 3                                                                   | Germania                                                                | Qual. Mondiali 1998                                                     | -                                                                       |                                                                         |
| 30-4-1997                                                               | Brema                                                                   | Germania                                                                | 2 – 0                                                                   | Ucraina                                                                 | Qual. Mondiali 1998                                                     | -                                                                       |                                                                         |
| 7-6-1997                                                                | Kiev                                                                    | Ucraina                                                                 | 0 – 0                                                                   | Germania                                                                | Qual. Mondiali 1998                                                     | -                                                                       |                                                                         |
| 20-8-1997                                                               | Belfast                                                                 | Irlanda del Nord                                                        | 1 – 3                                                                   | Germania                                                                | Qual. Mondiali 1998                                                     | -                                                                       |                                                                         |
| 6-9-1997                                                                | Berlino                                                                 | Germania                                                                | 1 – 1                                                                   | Portogallo                                                              | Qual. Mondiali 1998                                                     | -                                                                       | 16’                                                                     |
| 15-11-1997                                                              | Düsseldorf                                                              | Germania                                                                | 3 – 0                                                                   | Sudafrica                                                               | Amichevole                                                              | -                                                                       | 46’                                                                     |
| 25-3-1998                                                               | Stoccarda                                                               | Germania                                                                | 1 – 2                                                                   | Brasile                                                                 | Amichevole                                                              | -                                                                       | 6’ 67’                                                                  |
| 30-5-1998                                                               | Francoforte sul Meno                                                    | Germania                                                                | 3 – 1                                                                   | Colombia                                                                | Amichevole                                                              | -                                                                       |                                                                         |
| 5-6-1998                                                                | Mannheim                                                                | Germania                                                                | 7 – 0                                                                   | Lussemburgo                                                             | Amichevole                                                              | 1                                                                       |                                                                         |
| 15-6-1998                                                               | Parigi                                                                  | Germania                                                                | 2 – 0                                                                   | Stati Uniti                                                             | Mondiali 1998 - 1º turno                                                | -                                                                       | 68’                                                                     |
| 21-6-1998                                                               | Lens                                                                    | Germania                                                                | 2 – 2                                                                   | Jugoslavia                                                              | Mondiali 1998 - 1º turno                                                | -                                                                       | 67’                                                                     |
| 25-6-1998                                                               | Montpellier                                                             | Germania                                                                | 2 – 0                                                                   | Iran                                                                    | Mondiali 1998 - 1º turno                                                | -                                                                       | 76’                                                                     |
| 29-6-1998                                                               | Montpellier                                                             | Germania                                                                | 2 – 1                                                                   | Messico                                                                 | Mondiali 1998 - Ottavi di finale                                        | -                                                                       | 38’                                                                     |
| 4-9-1999                                                                | Helsinki                                                                | Finlandia                                                               | 1 – 2                                                                   | Germania                                                                | Qual. Euro 2000                                                         | -                                                                       |                                                                         |
| 8-9-1999                                                                | Dortmund                                                                | Germania                                                                | 4 – 0                                                                   | Irlanda del Nord                                                        | Qual. Euro 2000                                                         | 3                                                                       | 42’                                                                     |
| 9-10-1999                                                               | Monaco                                                                  | Germania                                                                | 0 – 0                                                                   | Turchia                                                                 | Qual. Euro 2000                                                         | -                                                                       | 76’                                                                     |
| 14-11-1999                                                              | Oslo                                                                    | Norvegia                                                                | 0 – 1                                                                   | Germania                                                                | Amichevole                                                              | -                                                                       |                                                                         |
| 23-2-2000                                                               | Amsterdam                                                               | Paesi Bassi                                                             | 2 – 1                                                                   | Germania                                                                | Amichevole                                                              | 1                                                                       |                                                                         |
| 29-3-2000                                                               | Zagabria                                                                | Croazia                                                                 | 1 – 1                                                                   | Germania                                                                | Amichevole                                                              | -                                                                       | 88’                                                                     |
| 26-4-2000                                                               | Kaiserslautern                                                          | Germania                                                                | 1 – 1                                                                   | Svizzera                                                                | Amichevole                                                              | -                                                                       | 20’                                                                     |
| 3-6-2000                                                                | Norimberga                                                              | Germania                                                                | 3 – 2                                                                   | Rep. Ceca                                                               | Amichevole                                                              | -                                                                       |                                                                         |
| 7-6-2000                                                                | Friburgo                                                                | Germania                                                                | 8 – 2                                                                   | Liechtenstein                                                           | Amichevole                                                              | -                                                                       | 46’                                                                     |
| 12-6-2000                                                               | Liegi                                                                   | Germania                                                                | 1 – 1                                                                   | Romania                                                                 | Euro 2000 - 1º turno                                                    | -                                                                       | 78’                                                                     |
| 17-6-2000                                                               | Charleroi                                                               | Inghilterra                                                             | 1 – 0                                                                   | Germania                                                                | Euro 2000 - 1º turno                                                    | -                                                                       |                                                                         |
| 7-10-2000                                                               | Londra                                                                  | Inghilterra                                                             | 0 – 1                                                                   | Germania                                                                | Qual. Mondiali 2002                                                     | -                                                                       | 87’                                                                     |
| 15-11-2000                                                              | Copenaghen                                                              | Danimarca                                                               | 2 – 1                                                                   | Germania                                                                | Amichevole                                                              | -                                                                       | 88’                                                                     |
| 27-2-2001                                                               | Saint-Denis                                                             | Francia                                                                 | 1 – 0                                                                   | Germania                                                                | Amichevole                                                              | -                                                                       | 90’                                                                     |
| 28-3-2001                                                               | Amarousio                                                               | Grecia                                                                  | 2 – 4                                                                   | Germania                                                                | Qual. Mondiali 2002                                                     | -                                                                       |                                                                         |
| 29-5-2001                                                               | Brema                                                                   | Germania                                                                | 2 – 0                                                                   | Slovacchia                                                              | Amichevole                                                              | -                                                                       | 79’                                                                     |
| 2-6-2001                                                                | Helsinki                                                                | Finlandia                                                               | 2 – 2                                                                   | Germania                                                                | Qual. Mondiali 2002                                                     | -                                                                       | 69’                                                                     |
| 6-6-2001                                                                | Tirana                                                                  | Albania                                                                 | 0 – 2                                                                   | Germania                                                                | Qual. Mondiali 2002                                                     | -                                                                       | 16’                                                                     |
| 15-8-2001                                                               | Budapest                                                                | Ungheria                                                                | 2 – 5                                                                   | Germania                                                                | Amichevole                                                              | -                                                                       | 85’                                                                     |
| 6-10-2001                                                               | Gelsenkirchen                                                           | Germania                                                                | 0 – 0                                                                   | Finlandia                                                               | Qual. Mondiali 2002                                                     | -                                                                       |                                                                         |
| 10-11-2001                                                              | Kiev                                                                    | Ucraina                                                                 | 1 – 1                                                                   | Germania                                                                | Qual. Mondiali 2002                                                     | -                                                                       | 85’                                                                     |
| 14-11-2001                                                              | Dortmund                                                                | Germania                                                                | 4 – 1                                                                   | Ucraina                                                                 | Qual. Mondiali 2002                                                     | -                                                                       |                                                                         |
| 27-3-2002                                                               | Rostock                                                                 | Germania                                                                | 4 – 2                                                                   | Stati Uniti                                                             | Amichevole                                                              | 1                                                                       | cap. 61’                                                                |
| 14-5-2002                                                               | Cardiff                                                                 | Galles                                                                  | 1 – 0                                                                   | Germania                                                                | Amichevole                                                              | -                                                                       | 63’                                                                     |
| 18-5-2002                                                               | Leverkusen                                                              | Germania                                                                | 6 – 2                                                                   | Austria                                                                 | Amichevole                                                              | -                                                                       | 15’ 46’                                                                 |
| 1-6-2002                                                                | Sapporo                                                                 | Germania                                                                | 8 – 0                                                                   | Arabia Saudita                                                          | Mondiali 2002 - 1º turno                                                | -                                                                       | 43’                                                                     |
| 5-6-2002                                                                | Kashima                                                                 | Germania                                                                | 1 – 1                                                                   | Irlanda                                                                 | Mondiali 2002 - 1º turno                                                | -                                                                       |                                                                         |
| 11-6-2002                                                               | Shizuoka                                                                | Camerun                                                                 | 0 – 2                                                                   | Germania                                                                | Mondiali 2002 - 1º turno                                                | -                                                                       | 72’                                                                     |
| 21-6-2002                                                               | Ulsan                                                                   | Germania                                                                | 1 – 0                                                                   | Stati Uniti                                                             | Mondiali 2002 - Quarti di finale                                        | -                                                                       |                                                                         |
| 30-6-2002                                                               | Yokohama                                                                | Germania                                                                | 0 – 2                                                                   | Brasile                                                                 | Mondiali 2002 - Finale                                                  | -                                                                       | 84’                                                                     |
| 27-5-2004                                                               | Friburgo                                                                | Germania                                                                | 7 – 0                                                                   | Malta                                                                   | Amichevole                                                              | -                                                                       | 69’                                                                     |
| Totale                                                                  |                                                                         | Presenze                                                                | 72                                                                      |                                                                         | Reti                                                                    | 9                                                                       |                                                                         |

## Palmarès

### Giocatore

#### Club

##### Competizioni nazionali
- Campionato tedesco: 2

Bayern Monaco: 1993-1994, 1996-1997
- Coppa di Lega tedesca: 1

Bayern Monaco: 1996-1997
- Campionato italiano: 1

Milan: 1998-1999
- Coppa d'Inghilterra: 1

Liverpool: 2000-2001
- Coppa di Lega inglese: 1

Liverpool: 2000-2001

##### Competizioni internazionali
- Coppa UEFA: 2

Bayern Monaco: 1995-1996
Liverpool: 2000-2001

#### Nazionale
- Campionato d'Europa: 1

Inghilterra 1996